# Itas Diatec Trentino w sezonie 2007/2008
Itas Diatec Trentino w sezonie 2007/2008 – omawia rozgrywki włoskiego klubu siatkówki mężczyzn Itas Diatec Trentino w Serie A w sezonie 2007/2008, a także w Pucharze Włoch.

## Serie A

### Faza zasadnicza

#### 1 kolejka
| Data             | Gospodarz                | Wynik | Sety                | Gość                 |
| 30 września 2007 | Bre Banca Lannutti Cuneo | 3:0   | 25:23, 25:17, 25:14 | Itas Diatec Trentino |
| ---------------- | ------------------------ | ----- | ------------------- | -------------------- |

- Mecz został rozegrany w Cuneo w hali Palasport di Cuneo. Liczba widzów:2556. Sędzia pierwszy: Fabrizio Padoan. Sędzia drugi: Luca Sobrero. Delegat FIPAV: Franco Franzè. Czas trwania: 01:16. Gracz meczu: Simone Parodi.

#### 2 kolejka
| 4 października 2007 | Itas Diatec Trentino | 3:1 | 25:20, 31:33, 25:18, 25:21 | Cimone Modena |
| ------------------- | -------------------- | --- | -------------------------- | ------------- |

- Mecz został rozegrany w Trydencie w hali Pala di Trento. Liczba widzów: 3154. Sędzia pierwszy: Nicola Castagna. Sędzia drugi: Matteo Cipolla. Delegat FIPAV: Palmiro Marafante. Czas trwania: 02:02. Gracz meczu: Władimir Nikołow

#### 3 kolejka
| 7 października 2007 | Itas Diatec Trentino | 3:0 | 25:17, 25:18, 25:21 | Acqua Paradiso Gabeca Montichiari |
| ------------------- | -------------------- | --- | ------------------- | --------------------------------- |

- Mecz został rozegrany w Trydencie w hali Pala di Trento. Liczba widzów: 3310. Sędzia pierwszy: Omero Satanassi. Sędzia drugi: Giorgio Gnani. Delegat FIPAV: Francesco Vanzo. Czas trwania: 01:10. Gracz meczu: Matej Kazijski.

#### 4.kolejka
| 10 października 2007 | RPA-LuigiBacchi.it Perugia | 0:3 | 19:25, 13:25, 15:25 | Itas Diatec Trentino |
| -------------------- | -------------------------- | --- | ------------------- | -------------------- |

- Mecz został rozegrany w Perugii w hali PalaEvangelisti. Liczba widzów: 1526. Sędzia pierwszy: Maurizio Giani. Sędzia drugi: Luca Zecchini. Delegat FIPAV: Umberto Petti. Czas trwania: 01:09. Gracz meczu: Emanuele Birarelli.

#### 5 kolejka
| 15 października 2007 | Itas Diatec Trentino | 3:1 | 25:18, 25:15, 25:15 | Famigliulo Corigliano |
| -------------------- | -------------------- | --- | ------------------- | --------------------- |

- Mecz został rozegrany w Trydencie w hali Pala di Trento. Liczba widzów: 3177. Sędzia pierwszy: Daniele Rapisarda. Sędzia drugi: Massimo Menghini. Delegat FIPAV: Antonio Comensoli. Czas trwania: 01:08. Gracz meczu: Andrea Bari.

#### 6 kolejka
| 22 października 2007 | Sparkling Milano | 2:3 | 18:25, 21:25, 25:23, 28:26, 10:15 | Itas Diatec Trentino |
| -------------------- | ---------------- | --- | --------------------------------- | -------------------- |

- Mecz został rozegrany w Mediolanie w Pala Lido w Bełchatowie. Liczba widzów: 1400. Sędzia pierwszy: Umberto Ravallese. Sędzia drugi: Alessandro Finocchiaro. Delegat FIPAV: Gino Lastri. Czas trwania: 01:57. Gracz meczu: Matej Kazijski.

#### 7 kolejka
| 28 października 2007 | Itas Diatec Trentino | 3:2 | 22:25, 28:30, 25:28, 25:19, 15:12 | Antonveneta Padwa |
| -------------------- | -------------------- | --- | --------------------------------- | ----------------- |

- Mecz został rozegrany w Trydencie w hali Pala di Trento. Liczba widzów: 3984. Sędzia pierwszy: Stefano Cesare. Sędzia drugi: Giampiero Perri. Delegat FIPAV: Francesco Vanzo. Czas trwania: 02:02. Gracz meczu: Michał Winiarski

#### 8 kolejka
| 1 listopada 2007 | Lube Banca Macerata | 3:0 | (25:21, 25:22, 25:22 | Itas Diatec Trentino |
| ---------------- | ------------------- | --- | -------------------- | -------------------- |

- Mecz został rozegrany w Maceracie w hali Palasport Fontescodella. Liczba widzów: 2837. Sędzia pierwszy: Fabrizio Padoan. Sędzia drugi: Luca Sobrero. Delegat FIPAV: Giuliano Medic. Czas trwania: 01:17. Gracz meczu: Igor Omrcen.

#### 9 kolejka
| 9 grudnia 2007 | Itas Diatec Trentino | 3:0 | (25:23, 25:15, 25:18) | Professione Casa Taranto |
| -------------- | -------------------- | --- | --------------------- | ------------------------ |

- Mecz został rozegrany w Trydencie w hali Pala di Trento. Liczba widzów: 2900. Sędzia pierwszy: Luca Zecchini. Sędzia drugi: Maurizio Giani. Delegat FIPAV: Palmiro Marafante. Czas trwania: 01:13. Gracz meczu: Władimir Nikołow.

#### 10 kolejka
| 16 grudnia 2007 | M. Roma Volley | 2:3 | (18:25, 19:25, 27:25, 26:24, 13:15) | Itas Diatec Trentino |
| --------------- | -------------- | --- | ----------------------------------- | -------------------- |

- Mecz został rozegrany w Rzymie w hali |Palazzetto dello Sport. Liczba widzów: 2324. Sędzia pierwszy: Nicola Castagna. Sędzia drugi: Matteo Cipolla. Delegat FIPAV: Stanislao Tango. Czas trwania: 02:00. Gracz meczu: Matej Kazijski.

#### 11 kolejka
| 23 grudnia 2007 | Itas Diatec Trentino | 3:1 | (32:20, 25:22, 23:25, 25:22) | Copra Berni Piacenza |
| --------------- | -------------------- | --- | ---------------------------- | -------------------- |

- Mecz został rozegrany w Trydencie w hali Pala di Trento. Liczba widzów: 3700. Sędzia pierwszy: Nicola Castagna. Sędzia drugi: Massimo Cinti. Delegat FIPAV: Francesco Vanzo. Czas trwania: 02:01. Gracz meczu: Władimir Nikołow.

#### 12 kolejka
| 26 grudnia 2007 | Sisley Treviso | 3:1 | (25:19, 19:25, 26:24, 25:19) | Itas Diatec Trentino |
| --------------- | -------------- | --- | ---------------------------- | -------------------- |

- Mecz został rozegrany w Treviso w hali Pala Verde. Liczba widzów: 2400. Sędzia pierwszy: Giorgio Gnani. Sędzia drugi: Omero Satanassi. Delegat FIPAV: Luciano Sinigaglia. Czas trwania: 01:43. Gracz meczu: Gustavo Endres.

#### 13 kolejka
| 16 stycznia 2008 | Itas Diatec Trentino | 3:2 | 25:20, 29:27, 28:30, 18:25, 15:12 | Andreoli Latina |
| ---------------- | -------------------- | --- | --------------------------------- | --------------- |

- Mecz został rozegrany w Trydencie w hali Pala Trento. Liczba widzów: 2800. Sędzia pierwszy: Stefano Ippoliti. Sędzia drugi: Giuseppe Caldarola. Delegat FIPAV: Palmiro Marafante. Czas trwania: 01:58. Gracz meczu: Matej Kazijski.

#### 14 kolejka
| 20 stycznia 2008 | Itas Diatec Trentino | 3:1 | 25:23, 22:25, 25:18, 25:22 | Bre Banca Lannutti Cuneo |
| ---------------- | -------------------- | --- | -------------------------- | ------------------------ |

- Mecz został rozegrany w Trydencie w hali Pala Trento. Liczba widzów: 4000. Sędzia pierwszy: Paolo Lavorenti. Sędzia drugi: Gianni Bartolini. Delegat FIPAV: Francesco Vanzo. Czas trwania: 01:45. Gracz meczu: Nikola Grbić.

#### 15 kolejka
| 27 stycznia 2008 | Cimone Modena | 2:3 | (25:22, 21:25, 21:25, 25:22, 10:15) | Itas Diatec Trentino |
| ---------------- | ------------- | --- | ----------------------------------- | -------------------- |

- Mecz został rozegrany w Modenie w hali Pala Panini. Liczba widzów: 4156. Sędzia pierwszy: Simone Santi. Sędzia drugi: Diego Pol. Delegat FIPAV: Ettore Spaggiari. Czas trwania: 02:02. Gracz meczu: Władimir Nikołow.

#### 16 kolejka
| 4 lutego 2008 | Acqua Paradiso Gabeca Montichiari | 1:3 | (26:28, 25:21, 19:25, 23:25) | Itas Diatec Trentino |
| ------------- | --------------------------------- | --- | ---------------------------- | -------------------- |

- Mecz został rozegrany w Montichiari w hali Pala George. Liczba widzów: 3600. Sędzia pierwszy: Roberto Mastrodonato. Sędzia drugi: Massimo Pessolano. Delegat FIPAV: Valerio Facchetti. Czas trwania: 01:48. Gracz meczu: Matej Kazijski.

#### 17 kolejka
| 7 lutego 2008 | Itas Diatec Trentino | 3:1 | (24:26, 25:18, 25:16, 25:18) | RPA-LuigiBacchi.it Perugia |
| ------------- | -------------------- | --- | ---------------------------- | -------------------------- |

- Mecz został rozegrany w Trydencie w hali Pala di Trento. Liczba widzów: 3120. Sędzia pierwszy: Fabrizio Padoan. Sędzia drugi: Luca Sobrero. Delegat FIPAV: Palmiro Marafante. Czas trwania: 01:37. Gracz meczu: Władimir Nikołow.

#### 18 kolejka
| 10 lutego 2008 | Famigliulo Corigliano | 0:3 | (21:25, 19:25, 20:25) | Itas Diatec Trentino |
| -------------- | --------------------- | --- | --------------------- | -------------------- |

- Mecz został rozegrany w Corigliano Calabrio w hali Pala Corigliano. Liczba widzów: 2000. Sędzia pierwszy: Roberto Boris. Sędzia drugi: Daniele Zucca. Delegat FIPAV: Antonio Zizza. Czas trwania: 01:19. Gracz meczu: Władimir Nikołow.

#### 19 kolejka
| 18 lutego 2008 | Itas Diatec Trentino | 3:1 | (25:17, 25:21, 22:25, 25:16) | Sparkling Milano |
| -------------- | -------------------- | --- | ---------------------------- | ---------------- |

- Mecz został rozegrany w Trydencie w hali Pala di Trento. Liczba widzów: 3200. Sędzia pierwszy: Francesco Piersanti. Sędzia drugi: Giovanni Rossi. Delegat FIPAV: Francesco Vanzo. Czas trwania: 01:37. Gracz meczu: Władimir Nikołow.

#### 20 kolejka
| 24 lutego 2008 | Antonveneta Padwa | 0:3 | (14:25, 22:25, 20:25) | Itas Diatec Trentino |
| -------------- | ----------------- | --- | --------------------- | -------------------- |

- Mecz został rozegrany w Padwie w hali Pala NET. Liczba widzów: 2000. Sędzia pierwszy: Pantaleo Coppola. Sędzia drugi: Francesco Cammera. Delegat FIPAV: Antonio Comensoli. Czas trwania: 01:10. Gracz meczu: Emanuele Birarelli.

#### 21 kolejka
| 9 marca 2008 | Itas Diatec Trentino | 3:1 | (30:28, 20:25, 25:22, 25:18) | Lube Banca Macerata |
| ------------ | -------------------- | --- | ---------------------------- | ------------------- |

- Mecz został rozegrany w Trydencie w hali Pala di Trento. Liczba widzów: 3900. Sędzia pierwszy: Diego Pol. Sędzia drugi: Simone Santi. Delegat FIPAV: Palmiro Marafante. Czas trwania: 01:50. Gracz meczu: Nikola Grbić.

#### 22 kolejka
| 15 marca 2008 | Prisma Taranto | (18:25, 25:23, 22:25, 19:25) | 1:3 | Itas Diatec Trentino |
| ------------- | -------------- | ---------------------------- | --- | -------------------- |

- Mecz został rozegrany w Taranto w hali Pala Fiom. Liczba widzów: 1231. Sędzia pierwszy: Francesco Cammera. Sędzia drugi: Pantaleo Coppola. Delegat FIPAV: Cataldo Bruno. Czas trwania: 01:48. Gracz meczu: Władimir Nikołow.

#### 23 kolejka
| 19 marca 2008 | Itas Diatec Trentino | (25:22, 25:23, 25:18) | 3:0 | M. Roma Volley |
| ------------- | -------------------- | --------------------- | --- | -------------- |

- Mecz został rozegrany w Trydencie w hali Pala di Trento. Liczba widzów: 3900. Sędzia pierwszy: Maurizio Giani. Sędzia drugi: Luca Zecchini. Delegat FIPAV: Francesco Vanzo. Czas trwania: 01:16. Gracz meczu: Władimir Nikołow.

#### 24 kolejka
| 25 marca 2008 | Copra Berni Piacenza | 3:2 | (25:23, 23:25, 25:16, 23:25, 15:13) | Itas Diatec Trentino |
| ------------- | -------------------- | --- | ----------------------------------- | -------------------- |

- Mecz został rozegrany w Piacenzy w hali Pala Banca. Liczba widzów: 3300. Sędzia pierwszy: Daniele Rapisarda. Sędzia drugi: Massimo Menghini. Delegat FIPAV: Luigi Fontana. Czas trwania: 02:17. Gracz meczu: Novica Bjelica.

#### 25 kolejka
| 3 kwietnia 2008 | Itas Diatec Trentino | 1:3 | (21:25, 20:25, 25:23, 17:25) | Sisley Treviso |
| --------------- | -------------------- | --- | ---------------------------- | -------------- |

- Mecz został rozegrany w Trydencie w hali Pala di Trento. Liczba widzów: 4268. Sędzia pierwszy: Umberto Ravallese. Sędzia drugi: Alessandro Finocchiaro. Delegat FIPAV: Palmiro Marafante. Czas trwania: 01:36. Gracz meczu: Davide Saitta.

#### 26 kolejka
| 6 kwietnia 2008 | Andreoli Latina | 0:3 | (21:25, 19:25, 21:25) | Itas Diatec Trentino |
| --------------- | --------------- | --- | --------------------- | -------------------- |

- Mecz został rozegrany w Latinie w hali PalaBianchini. Liczba widzów: 1178. Sędzia pierwszy: Fabrizio Pasquali. Sędzia drugi: Vittorio Sampaolo. Delegat FIPAV: Carlo Di Nezza. Czas trwania: 01:11. Gracz meczu: Nikola Grbić.

## Tabela rundy zasadniczej
| Lp. | Drużyna                           | Mecze | Mecze wygrane | Mecze przegrane | Sety zdobyte | Sety stracone | Punkty |
| --- | --------------------------------- | ----- | ------------- | --------------- | ------------ | ------------- | ------ |
| 1.  | Bre Banca Lannutti Cuneo          | 26    | 21            | 5               | 67           | 28            | 59     |
| 2.  | Itas Diatec Trentino              | 26    | 21            | 5               | 67           | 33            | 59     |
| 3.  | Sisley Treviso                    | 26    | 16            | 10              | 59           | 42            | 50     |
| 4.  | M. Roma Volley                    | 26    | 17            | 9               | 62           | 45            | 49     |
| 5.  | Lube Banca Macerata               | 26    | 17            | 9               | 60           | 43            | 48     |
| 6.  | Copra Berni Piacenza              | 26    | 15            | 11              | 61           | 44            | 44     |
| 7.  | Acqua Paradiso Gabeca Montichiari | 26    | 12            | 15              | 52           | 53            | 38     |
| 8.  | Cimone Modena                     | 25    | 11            | 15              | 54           | 57            | 35     |
| 9.  | Sparkling Milano                  | 26    | 12            | 14              | 48           | 58            | 35     |
| 10. | RPA-LuigiBacchi.it Perugia        | 26    | 8             | 18              | 43           | 58            | 32     |
| 11. | Antonveneta Padwa                 | 26    | 8             | 18              | 41           | 65            | 25     |
| 12. | Prisma Taranto                    | 26    | 6             | 29              | 40           | 64            | 25     |
| 13. | Famigliulo Corigliano             | 26    | 6             | 20              | 37           | 65            | 23     |
| 14. | Andreoli Latina                   | 26    | 6             | 29              | 29           | 65            | 19     |

Stan na 6 kwietnia 2008.

### Faza play off

#### I runda play off
Pierwszy mecz:
| 9 kwietnia 2008 | Itas Diatec Trentino | 3:0 | (25:20, 25:19, 25:15) | Cimone Modena |
| --------------- | -------------------- | --- | --------------------- | ------------- |

- Mecz został rozegrany w Trydencie w hali Pala di Trento. Liczba widzów: 2970 Sędzia pierwszy: Marcello Cammera. Sędzia drugi: Antonio Comensoli. Czas trwania: 01:16. Gracz meczu: Matej Kazijski.

Drugi mecz:
| 12 kwietnia 2008 | Cimone Modena | 1:3 | (25:19, 18:25, 23:25, 23:25) | Itas Diatec Trentino |
| ---------------- | ------------- | --- | ---------------------------- | -------------------- |

- Mecz został rozegrany w Modenie w hali Pala Pannini. Liczba widzów: 2970 Sędzia pierwszy: Gianni Bartolini. Sędzia drugi: Paolo Lavorenti. Delegat FIPAV: Paolo Lavorenti. Czas trwania: 01:16. Gracz meczu: Matej Kazijski.

stan rywalizacji: 2-0 dla Itasu Diatec Trentino

#### II runda play off
Pierwszy mecz:
| 20 kwietnia 2008 | Itas Diatec Trentino | 3:0 | (25:22, 25:19, 25:15) | M. Roma Volley |
| ---------------- | -------------------- | --- | --------------------- | -------------- |

- Mecz został rozegrany w Trydencie w hali Pala di Trenti. Liczba widzów: 4100. Sędzia pierwszy: Luca Sobrero. Sędzia drugi: Fabrizio Padoan. Czas trwania: 01:15. Gracz meczu: Nikola Grbić.

Drugi mecz:
| 23 kwietnia 2008 | M. Roma Volley | 0:3 | (22:25, 23:25, 18:25) | Itas Diatec Trentino |
| ---------------- | -------------- | --- | --------------------- | -------------------- |

- Mecz został rozegrany w Rzymie w hali Palazzetto dello Sport. Liczba widzów: 2900. Sędzia pierwszy: Massimo Cinti. Sędzia drugi: Massimo Menghini. Czas trwania: 01:24. Gracz meczu: Matej Kazijski.

stan rywalizacji: 2-0 dla Itasu Diatec Trentino

#### III runda play off
Pierwszy mecz:
| 1 maja 2008 | Itas Diatec Trentino | 3:0 | (25:20, 26:24, 25:15) | Copra Berni Piacenza |
| ----------- | -------------------- | --- | --------------------- | -------------------- |

- Mecz został rozegrany w Trydencie w hali Pala di Trenti. Liczba widzów: 4436. Sędzia pierwszy: Vittorio Sampaolo. Sędzia drugi: Fabrizio Pasquali. Delegat FIPAV: Antonio Comensoli. Czas trwania: 01:22. Gracz meczu: Michał Winiarski.

Drugi mecz:
| 4 maja 2008 | Copra Berni Piacenza | 3:2 | (25:21, 25:23, 18:25, 22:25, 16:14) | Itas Diatec Trentino |
| ----------- | -------------------- | --- | ----------------------------------- | -------------------- |

- Mecz został rozegrany w Picenzie w hali Pala Banca. Liczba widzów: 4560. Sędzia pierwszy: Massimo Menghini. Sędzia drugi: Massimo Cinti. Delegat FIPAV: Giorgio Miglio. Czas trwania: 02:16. Gracz meczu: Hristo Zlatanov.

Trzeci mecz:
| 7 maja 2008 | Itas Diatec Trentino | 3:0 | (29:27, 25:26, 25:19) | Copra Berni Piacenza |
| ----------- | -------------------- | --- | --------------------- | -------------------- |

- Mecz został rozegrany w Trydencie w hali Pala di Trenti. Liczba widzów: 4960. Sędzia pierwszy: Simone Santi. Sędzia drugi: Fabrizio Saltalippi. Delegat FIPAV: Valerio Facchetti. Czas trwania: 01:24. Gracz meczu: Matej Kazijski.

stan rywalizacji: 2-1 dla Itasu Diatec Trentino
- Itas Diatec Trentino zdobył mistrzostwo Włoch w sezonie 2007/2008.

## Puchar Włoch

### Ćwierćfinał
| 28 lutego 2008 | Itas Diatec Trentino | 1:3 | (32:30, 18:25, 25:27, 21:25) | Sisley Treviso |
| -------------- | -------------------- | --- | ---------------------------- | -------------- |

- Mecz został rozegrany w Bassano del Grappa w hali Palabassano. Liczba widzów: 4200. Sędzia pierwszy: Vittorio Sampaolo. Sędzia drugi: Fabrizio Pasquali. Czas trwania: 01:47. Gracz meczu: Alessandro Fei.

Itas Diatec Trentino zakończył rywalizację w Pucharze Włoch.